# التمیرا، پوئرتو پلاتا
التمیرا، پوئرتو پلاتا (به لاتین: Altamira, Puerto Plata) یک منطقهٔ مسکونی در جمهوری دومینیکن است که در استان پوئرتو پلاتا واقع شده‌است.

## خصوصیات
التمیرا ۱۷۹٫۳۲ کیلومترمربع مساحت و ۲۶٬۰۵۶ نفر جمعیت دارد.